# Abkröpfung

Einmündung ohne und mit Abkröpfung

Als Abkröpfung wird ein Entwurfselement bei der Konstruktion eines Knotenpunktes bezeichnet. Die Achse von sich kreuzenden Straßen sollten sich im Winkel zwischen 80 und 120 gon schneiden, um möglichst gute Sichtbedingungen zu gewährleisten und dem Verkehr der untergeordneten Straße die Wartepflicht zu verdeutlichen. Liegt der Winkel unter 80 oder über 120 gon, so ist der Knotenpunktast derart abzukröpfen, dass er die Achse der kreuzenden Straße ungefähr im rechten Winkel schneidet. Kann beispielsweise aus städtebaulichen Gründen keine Abkröpfung vorgenommen werden, besteht auch die Möglichkeit einen Kreuzungsversatz auszubilden.

## Normen und Standards
Deutschland
- Richtlinien für die Anlage von Straßen – Teil: Knotenpunkte